# Baal Oemrawsingh
Baal Indradj Oemrawsingh (Nickerie, 25 augustus 1940 - maart 1982) was een Surinaams hoogleraar biochemie aan de Universiteit van Suriname. Hij was een van de slachtoffers van het militaire bewind van Desi Bouterse en werd vermoord.

## Jeugd en opleiding
Oemrawsingh werd in het district Nickerie geboren in een Hindoestaans gezin en werd na de lagere school door zijn ouders samen met zijn tweelingbroer Sugrim Oemrawsingh naar Paramaribo gestuurd om daar de middelbare school te volgen. Hierna volgde hij in Nederland een universitaire studie scheikunde aan de Rijksuniversiteit Leiden. Hier werd hij ook maatschappelijk actief en politiek bewust. Samen met onder meer Frank Wijngaarde en Nizaar Makdoembaks maakte hij deel uit van het bestuur van de Surinaamse Jongeren Vereniging ‘Manan’ in Den Haag.

## Hoogleraar en overlijden
Na in Nederland gepromoveerd te zijn aan de Vrije Universiteit Amsterdam ging Oemrawsingh werken als hoogleraar aan de Universiteit van Suriname. Bij de verkiezingen van 1977 werd hij verkozen tot lid van het parlement. In maart 1982 werd hij vermoord, vermoedelijk vanwege zijn betrokkenheid bij de mislukte contrastaatsgreep (de Rambocuscoup) van Soerinder Rambocus en anderen tegen het bewind van Bouterse. Hij werd beschouwd als de politiek leider van de contra-coup en werd opgesloten en berecht. Tot een vonnis kwam het niet, hij werd vermoord door de militairen.

## Begrafenis
Het zwaar bebloede lichaam van Oemrawsingh werd naar het vliegveld Nickerie gebracht om naar Nederland getransporteerd te worden voor de begrafenis begeleid door zijn tweelingbroer Sugrim Oemrawsingh. Deze zou later tijdens de moordpartij in Fort Zeelandia op 8 december 1982 zelf omgebracht worden.

## Publicaties van Oemrawsingh
- Oemrawsingh, Indradj: Studies on high molecular secretory sialoglycoproteins from human submandibular salivary glands proefschrift, 1972, Rotterdam, Bronder-Offset, Vrije Universiteit Amsterdam. 148 pagina's.
- Mullick, A; Hilvers, A. G; Oemrawsingh, Indradj: Biochemical aspects of ketogenesis, a review, in: Surinaams Medisch Bulletin; 5(1-4):4-9, 1981. ilus.